# Kleines Herz in Not
Kleines Herz in Not ist ein überwiegend aus der Sicht eines kleinen Jungen erzähltes, britisches Spielfilmdrama von Carol Reed aus dem Jahre 1948. Es basiert auf der Erzählung The Basement Room (1936) von Graham Greene, der auch am Drehbuch mitschrieb. Ralph Richardson spielt „einen amourös fehlgeleiteten Butler, der in Carol Reeds kammerspielhaftem Drama … seinen unendlichen Bewunderer, den Sohn seines Herren, bitterlich enttäuscht“.

## Handlung
London, kurz nach dem Zweiten Weltkrieg. Baines ist ein durch und durch korrekter Mensch, ein ebenso distinguierter wie diskreter Butler im Dienste seines Herrn, eines Botschafters. Der kleine Botschafter-Sohn Felipe, dessen Vater viel beschäftigt ist und dessen Mutter aus gesundheitlichen Gründen schon einige Monate aus London fort ist, hängt nahezu an den Lippen von Baines. Er bewundert diesen für seine (angeblichen) Großtaten, von denen er ausschmückend erzählt und die er an den exotischsten Plätzen der Welt erlebt haben will. Weniger, dass Baines einfach nur ein Angeber ist – vielmehr versucht er den leicht zu beeindruckenden Jungen, der ihm ans Herz gewachsen ist, auf diese Weise zu unterhalten und zu beeindrucken. Dass es sich dabei um frei erfundene Märchen handelt, erscheint dem Diener bedeutungslos.
Die Realität ist weit weniger aufregend. Baines ist in einer lieblosen Ehe mit der herrschsüchtigen Mrs. Baines gefangen und hat eine Affäre mit der schönen, jungen Botschaftssekretärin Julie begonnen. Als der Junge die beiden beim intimen Stelldichein beobachtet, kann Baines noch einmal die Situation retten und erklärt Felipe, dass es sich bei der jungen Dame um seine Nichte handele. Mrs. Baines zwingt Felipe dazu, ihr von den heimlichen Treffen ihres Mannes zu berichten, danach täuscht sie ihre Abreise für den Sonntag vor, um die Affäre zwischen Baines und Julie zu beobachten. Es kommt schließlich am Treppenabsatz zu einer heftigen Auseinandersetzung zwischen dem Ehepaar. Wenige Sekunden nach dem Ende des Streits stürzt Mrs. Baines beim Versuch zu Tode, ihren Mann mit Julie von einer gefährlichen Stelle an der Treppengalerie aus zu beobachten, vor der Felipe sie zuvor immer gewarnt hatte. Felipe bekommt die tragische Szene in Teilen mit und schließt daraus, dass Baines seine Ehefrau ermordet hat. Er flüchtet aus der Botschaft und wird im Schlafanzug auf den Straßen Londons von einem Streifenpolizisten aufgelesen. 
Zunächst hält der Arzt Dr. Fenton den Tod von Mrs. Baines für einen Unfall, doch er beginnt zu zweifeln, als der nach Hause gebrachte Felipe vollkommen verstört und nervös erscheint. Bei der anschließenden Polizeiuntersuchung beginnt Felipe dem Butlers zuliebe – ein wenig linkisch – die Polizei zu belügen. Auch Baines schwindelt gegenüber der Polizei und lässt Julie aus seiner Geschichte, da er diese nicht vor der Polizei bloßstellen will. Doch diese ungeschickten und widersprüchlichen Schwindeleien lassen die Polizei nun glauben, dass Baines den Tod seiner Gattin verursacht hat – zumal ihre Verletzungen für einen normalen Treppensturz zu schwer sind. Das Liebespaar muss sich am Ende gegenüber der Polizei zu der Affäre bekennen, die Ermittler zeigen sich aber von der Unschuld des Butlers erst überzeugt, als sie die gefährliche Stelle an der Treppengalerie mit Fußabdrücken von Mrs. Baines finden.
Baines ist daraufhin vom Mordverdacht befreit, doch der kleine Felipe ist immer noch von den Ereignissen mitgenommen, da er nun die Wahrheit erzählen will und keiner der Erwachsenen ihm zuhört. Schließlich kommt Felipes Mutter nach langer Abwesenheit wieder nach Hause und wird von ihrem Sohn freudig begrüßt.

## Produktionsnotizen
Kleines Herz in Not wurde ab Herbst 1947 gedreht und lief am 19. August 1948 in den britischen Kinos an. Zwölf Tage später lief der Film als britischer Festivalbeitrag auf der Biennale in Venedig. Die Deutschland-Premiere fand am 23. Dezember 1949 statt, in Österreich konnte man den Film vier Wochen darauf erstmals sehen. Das Einspielergebnis in Großbritannien lag bei 215.823 £. Damit war Kleines Herz in Not ein großer Kassenerfolg.
Der in Frankreich geborene Filmdebütant Bobby Henrey, der mit seiner Darstellung des kleinen Felipe (Philippe) bei der Filmkritik großen Eindruck hinterlassen hatte, war zur Zeit der Dreharbeiten gerade acht Jahre alt. Er stand danach nur noch einmal (1950 für „Entführung ins Glück“) vor der Kamera.
Der von Reed auch produzierte Film entstand unter dem Dach Alexander Kordas, der überdies die Herstellungsleitung hatte. Die Filmbauten entwarf Vincent Korda, die Kostüme stammen von Ivy Baker. Denys N. Coop war einfacher Kameramann unter Georges Périnals Leitung, der spätere James-Bond-Regisseur Guy Hamilton (James Bond 007 – Goldfinger, James Bond 007 – Diamantenfieber) fungierte als Reeds Regieassistent.

## Synchronisation
Die deutschsprachige Synchronisation zur deutschen Kinopremiere übernahm die Berliner Synchron GmbH, wobei Georg Rothkegel für Dialogbuch und Dialogregie verantwortlich zeigte.
| Rolle                                  | Schauspieler     | Dt. Synchronstimme   |
| -------------------------------------- | ---------------- | -------------------- |
| Baines, der Butler                     | Ralph Richardson | Werner Hinz          |
| Julie, seine Geliebte                  | Michèle Morgan   | Charlotte Radspieler |
| Felipe/Philippe, Sohn des Botschafters | Bobby Henrey     | Michael Günther      |
| Mrs. Baines                            | Sonia Dresdel    | Erna Sellmer         |
| Inspektor Crowe                        | Denis O’Dea      | Otto Matthies        |
| Erster Sekretär der Botschaft          | Karel Štěpánek   | Franz Arzdorf        |

## Auszeichnungen
- British Film Academy Award als bester Film
- Oscar-Nominierung für das beste adaptierte Drehbuch (Graham Greene) und die beste Regie (Carol Reed)
- Golden-Globe-Nominierung für den besten ausländischen Film
- Bodil-Filmpreis für den besten Film
- bestes Drehbuch auf dem Internationalen Filmfestival Venedig
- beste Regie vom New York Film Critics Circle

sowie Auszeichnungen vom National Board of Review für Ralph Richardson und Graham Greene

## Kritiken
„…ein zu Unrecht weithin unbeachtet gebliebenes, kleines aber sehr sorgfältig umgesetztes und von Graham Greene geschriebenes Melodram, … in dessen Mittelpunkt die große Enttäuschung eines Jungen steht, dessen Idol, ein scheinbar perfekter, untadeliger Butler (Ralph Richardson) etwas ihm völlig Unerklärliches, scheinbar Verwerfliches tut und von einer Sekunde auf die nächste die Gunst seines minderjährigen Bewunderers verliert. Der vor allem aus der Sicht des Kindes erzählte Streifen faszinierte durch eine kluge Schauspielerführung, ein sorgfältiges Drehbuch und superbe interpretatorische Einzelleistungen.“

„Kleines Herz in Not … ist eine rührende aber keineswegs sentimentale Geschichte und gibt Carol Reed den Stoff für jene atmosphärische Verdichtung, die ihm stets lag.“

„In seinen typischen Filmen schildert Reed das Schicksal von Ausgestoßenen, Einsamen, Verfolgten. Seine Helden geraten ins Zwielicht, werden schuldlos schuldig und sind sich selbst und ihrer Taten nicht mehr sicher. Dieses Zwielicht hat Reed mit raffinierten Lichteffekten auch optischen eindrucksvoll gestaltet. Und Spannung entsteht bei ihm häufig aus einer dichten atmosphärischen Schilderung, die den Helden mit geheimnisvollen Bedrohungen umstellt.“

„Carol Reed beschränkte sich auf eine kleine Besetzung und einen streng begrenzten Schauplatz: eine nahezu verlassene Botschaft. Damit erreichte er die Wirkung einer bis ins letzte detaillierten Miniatur. Unter seiner Leitung spielte die Besetzung zurückhalten und bemerkenswert homogen. Besonders hervorzuheben sind die geschickte Regie und die Montage Reeds, der besonders den unerfahrenen Kinderdarsteller Bobby Henrey als einsamer kleiner Junge zu führen verstand, sowie Ralph Richardsons zurückhaltende, aber straffe Darbietung als der freundliche Butler, der des Mordes an seiner Frau verdächtigt wird, weil das Kind ihn zu schützen versucht.“

„Ausgezeichnete Realisierung der Grahame Greene Story „The Basement Room“.“

„Ein nahezu perfektes Stück klein-formatiges Kino, aufgebaut dank cleverer Nuancen der Schauspielkunst und cineastischer Technik.“

„Die Seelennöte des Kindes, das sein Idol zunächst für den Mörder hält, enden mit der schmerzhaften Ernüchterung seiner Gefühle. Eine sensible psychologische Studie und zugleich ein packendes Kriminal-Kammerspiel. Formal und darstellerisch über dem Durchschnitt.“